# The Angry Young Them
The Angry Young Them es el primer álbum de estudio de la banda norirlandesa de rock Them, publicado en 1965. En Estados Unidos, el álbum fue publicado bajo el título de Them con un listado de canciones distinto.

## Canciones
Seis de las canciones de The Angry Young Them fueron compuestas por el propio Van Morrison, entre las que se incluyen el himno del garage rock "Gloria". Otra de las canciones del álbum, "Mystic Eyes", fue una creación espontánea que salió cuando el grupo "comenzó a tocar", según las palabras de Morrison, y tras siete minutos de ensayo, el propio Van comenzó a cantar las palabras de una canción en la que había trabajado. La versión extensa de "Gloria" que el grupo había interpretado en el Maritime Hotel y la versión de diez minutos de "Mystic Eyes" no han sido publicadas hasta la fecha. 
"You Just Can't Win" es una canción inspirada en la temática de Bob Dylan sobre una excavadora de oro situada en sitios específicos de Londres como Camden Town. "Little Girl" trata sobre la obsesión de un chico por una quinceañera. "If You And I Could Be As Two" comienza con una introducción hablada de Morrison con un marcado acento irlandés. Por otra parte, fueron incluidas tres composiciones de Bert Berns y una versión del tema de John Lee Hooker "Don't Look Back".

## Portada
El nombre del grupo fue notoriamente excluido de la portada, siendo introducidos en la contraportada del original álbum de vinilo como "The Angry Young Them", con unas notas que decía: "Estos cinco jóvenes rebeldes son escandalosamente fieles a sí mismos. ¡Desafiantes! ¡Enfadados! ¡Tristes! ¡Son honestos hasta el punto de llegar al insulto!".

## Lista de canciones

### Edición británica
| Cara A 1. "Mystic Eyes" (Van Morrison) – 2:41 2. "If You and I Could Be As Two" (Morrison) – 2:53 3. "Little Girl" (Morrison) – 2:21 4. "Just a Little Bit" (Ralph Bass/Buster Brown/John Thornton/Ferdinand "Fats" Washington) – 2:21 5. "Don't Look Back" (John Lee Hooker) – 3:23 6. "I Gave My Love a Diamond" (Bert Berns/Wes Farrell) – 2:48 7. "Gloria" (Morrison) – 2:38 | Cara B 1. "You Just Can't Win" (Morrison) – 2:21 2. "Go On Home Baby" (Berns/Farrell) – 2:39 3. "I Like It Like That" (Morrison) – 3:35 4. "I'm Gonna Dress in Black (Gillon, Howe) – 3:34 5. "Bright Lights, Big City" – (Jimmy Reed) – 2:30 6. "My Little Baby" (Berns, Farrell) – 2:00 7. "(Get Your Kicks On) Route 66" (Bobby Troup) – 2:22 |

### Edición estadounidense
| Cara A 1. "Here Comes the Nigh" (Berns) – 2:45 2. "Mystic Eyes" – 2:41 3. "Don't Look Back" – 3:23 4. "Little Girl" – 2:21 5. "One Two Brown Eyes" (Morrison) – 2:39 6. "Gloria" – 2:38 | Cara B 1. "If You and I Could Be As Two" – 2:47 2. "I Like It Like That" – 3:35 3. "I'm Gonna Dress in Black" – 3:34 4. "(Get Your Kicks On) Route 66" – 2:22 5. "Go On Home Baby" – 2:39 |